# 邵建隆
邵建隆（1958年1月21日—）曾于1995年至2001年担任亚利桑那州众议员，2013年至2017年再次担任众议员。是美国亚利桑那州第五国会选区的共和党眾議員，该地区以梅萨为基础，包括大部分东谷；他曾代表亚利桑那州第一国会选区。同时，邵建隆是美国众议院外交关系委员会副主席。
2016年2月25日，萨尔蒙宣布退出政坛。2016年6月，亚利桑那州立大学宣布萨尔蒙将加入他的本科母校，担任政府和社区参与办公室的政府事务副校长。在这个职位上，萨尔蒙负责监督大学的地方、州和联邦关系团队。 他还担任亚利桑那州立大学公共服务和社区解决方案学院公共事务实践教授。

## 生平
1958年，邵建隆出生于美国犹他州首府盐湖城。1991年，他决定竞选公职。
1990年，邵建隆成为美国亚利桑那州参议院参议员。1992年，邵建隆获得连任。同年，他獲选为多数党领袖助理，直到1995年。
1994年，邵建隆當選美国国会议员。1996年获得连任。1998年开始第三届任期。2000年又获得第四届任期。

## 家庭
邵建隆精通中文，讲普通话。
邵建隆信奉耶稣基督后期圣徒教会。
邵建隆和妻子南希已婚34年，他们有4个孩子6个孙辈。